# 中国（辽宁）自由贸易试验区
中国（辽宁）自由贸易试验区，简称辽宁自贸区，是中华人民共和国国务院批准成立的第三批自贸试验区的其中一个，2017年4月1日正式挂牌成立，辽宁自贸试验区总规划面积119.89平方公里，涵盖沈阳、大连和营口三个片区。其中，沈阳片区29.97平方公里，以浑南区（桃仙空港）为核心；大连片区59.96平方公里，以大小窑湾为核心；营口片区29.96平方公里，以营口高新区为核心。

## 定位

### 沈阳片区
重点发展装备制造、汽车及零部件、航空装备等先进制造业和金融、科技、物流等现代服务业，提高国家新型工业化示范城市、东北地区科技创新中心发展水平，建设具有国际竞争力的先进装备制造业基地。

### 大连片区
重点发展港航物流、金融商贸、先进装备制造、高新技术、循环经济、航运服务等产业，推动东北亚国际航运中心、国际物流中心建设，形成面向东北亚开放合作的战略高地。

### 营口片区
依托营口海港、盘锦海港、鲅鱼圈海港及营口空港优势，重点发展商贸物流、跨境电商、金融等现代服务业和新一代信息技术、高端装备制造等战略性新兴产业，建设区域性国际物流中心和高端装备制造、高新技术产业基地，构建国际海铁联运大通道的重要枢纽。

## 具体政策
该自由贸易试验区具体目标如下：
- 切实转变政府职能
  - 深化行政管理体制改革
  - 打造更加公平便利的营商环境
- 深化投资领域改革
  - 提升利用外资水平
  - 构筑对外投资服务促进体系
- 推进贸易转型升级
  - 实施贸易便利化措施
  - 完善国际贸易服务体系
- 深化金融领域开放创新
  - 推动跨境人民币业务创新发展
  - 深化外汇管理体制改革
  - 增强金融服务功能
  - 建立健全金融风险防控体系
- 加快老工业基地结构调整
  - 深化国资国企改革
  - 促进产业转型升级
  - 发展生产性服务业
  - 构筑科技创新和人才高地
  - 推进东北一体化协同发展
- 加强东北亚区域开放合作
  - 推进与东北亚全方位经济合作
  - 加快构建双向投资促进合作新机制
  - 构建连接亚欧的海陆空大通道
  - 建设现代物流体系和国际航运中心